# 東京晴空塔
東京晴空塔（日语：／ Tōkyō sukai tsurī */?），又譯稱東京天空樹、新東京鐵塔，是位於日本東京都墨田區的電波塔，由東武鐵道及其子公司東武塔晴空塔共同籌建，於2008年7月14日動工，2012年2月29日完工、同年5月22日正式啟用。其高度為634公尺，於2011年11月17日獲得吉尼斯世界纪录認證為「世界第一高塔」，成為全世界最高的塔式建築；目前亦為世界第三高的人工構造物，僅次於哈里發塔及默迪卡118。其兼具遊憩等複合式機能，並連同周圍街區開發為「東京晴空塔城」。

## 概要

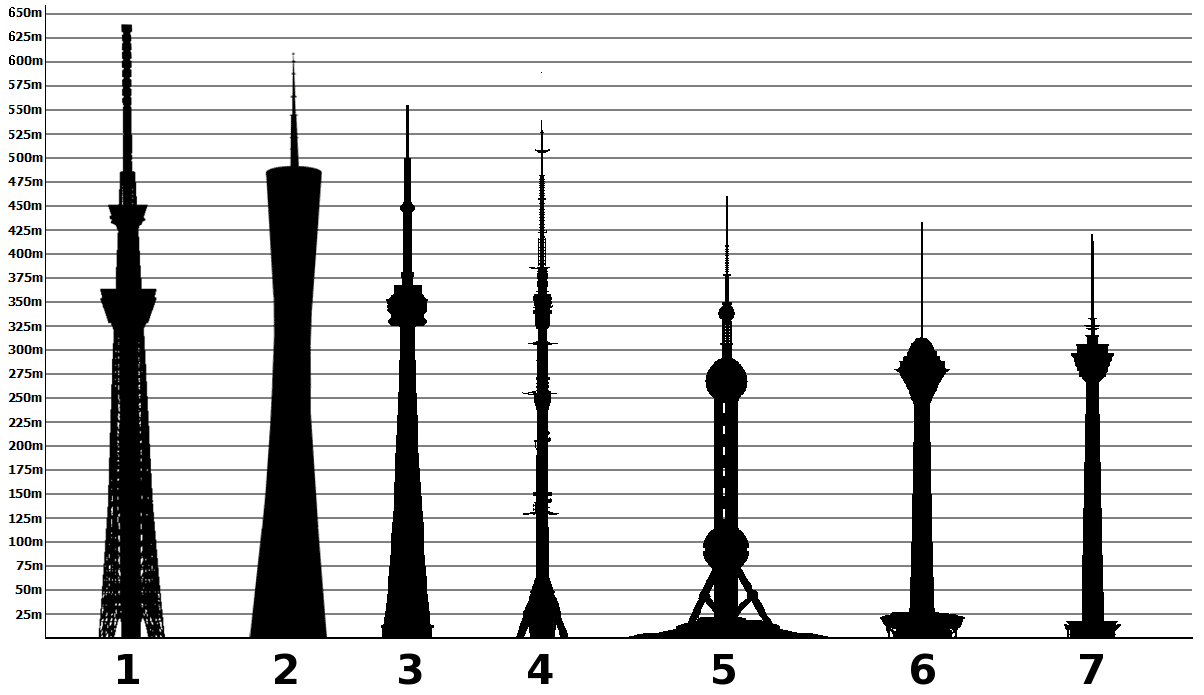
世界塔式建築高度排名（支柱式鐵塔除外）
1. 東京晴空塔
2. 廣州塔
3. 西恩塔
4. 奧斯坦金諾電視塔
5. 东方明珠广播电视塔
6. 默德塔（Borj-e-Milad）
7. 吉隆坡塔

東京晴空塔的建造目的，是為了降低東京市中心內高樓林立而造成的電波傳輸障礙；並且因應日本的類比電視服務於2011年7月24日終止後，需要建造一座高度達600米等級的高塔取代東京鐵塔（333公尺）作為數位無線電視的訊號發射站。
2003年12月，日本放送協會（NHK）和日本5大民營電視台建議在東京新建高600米的電波塔，並以「在京6社新塔推進計畫」（在京6社新タワー推進プロジェクト）為名來推動，但遲至2006年3月才正式決定新塔的基地位置。2008年開工時，預定建設的高度為610公尺，2009年10月16日變更計畫為634.0公尺，興建完成後，將會成為全世界最高的自立式電波塔，超越中國大陸廣州的廣州塔（600公尺）（但世界最高的人工構造物紀錄已先被阿拉伯聯合大公國的哈里發塔（828公尺）超越）。而最終高度會定在634公尺，乃因「634」在日語的發音，與東京在近代以前所屬的令制國「武藏」的發音（むさし，mu-sa-shi）相近。
東京晴空塔的建設地點，是位在東京都墨田區東武伊勢崎線的押上站和業平橋站（今東京晴空塔站）之間，東武鐵道總部旁邊的貨物車站原址空地。東武鐵道全額出資成立的「東武塔晴空塔株式會社」（東武タワースカイツリー株式会社）負責建造，東武鐵道共出資約500億日圓，建設費用約400億日圓。實際施工則對外招標，由大林組承包，工期預定為3年6個月。東京晴空塔啟用後，估計每年可以帶來約480億日圓的經濟效益，包含電視台所支付的租金，以及觀光門票收入等。
整體工程於2008年7月14日開始動工，預計在2011年12月竣工。在動工之前，已先於2006年末公開建築外觀的設計。塔的基部為三角形，往上逐漸轉變為圓形，並在350公尺及450公尺處各設一座觀景台。在鐵塔本體旁，另有興建一棟地上31層、地下3層的附屬大樓，命名為「東京晴空塔東塔」（Tokyo Skytree East Tower），由業主東武鐵道委託住商大樓管理（住商ビルマネージメント）代為營運，主要作為出租商辦使用，並預定設置約1,100個車位的停車場。
經過廣播訊號測試之後，東武鐵道宣布東京晴空塔於2012年5月22日完工開幕；入場費方面，350公尺處的第1展望台為2,060日圓，450公尺處的第2展望台則需追加1,030日圓（均為成人票價）。2012年5月22日中午12時，東京晴空塔正式開幕啟用，其附屬的購物中心東京晴空街道則先在同日上午10時對外開放。

## 命名

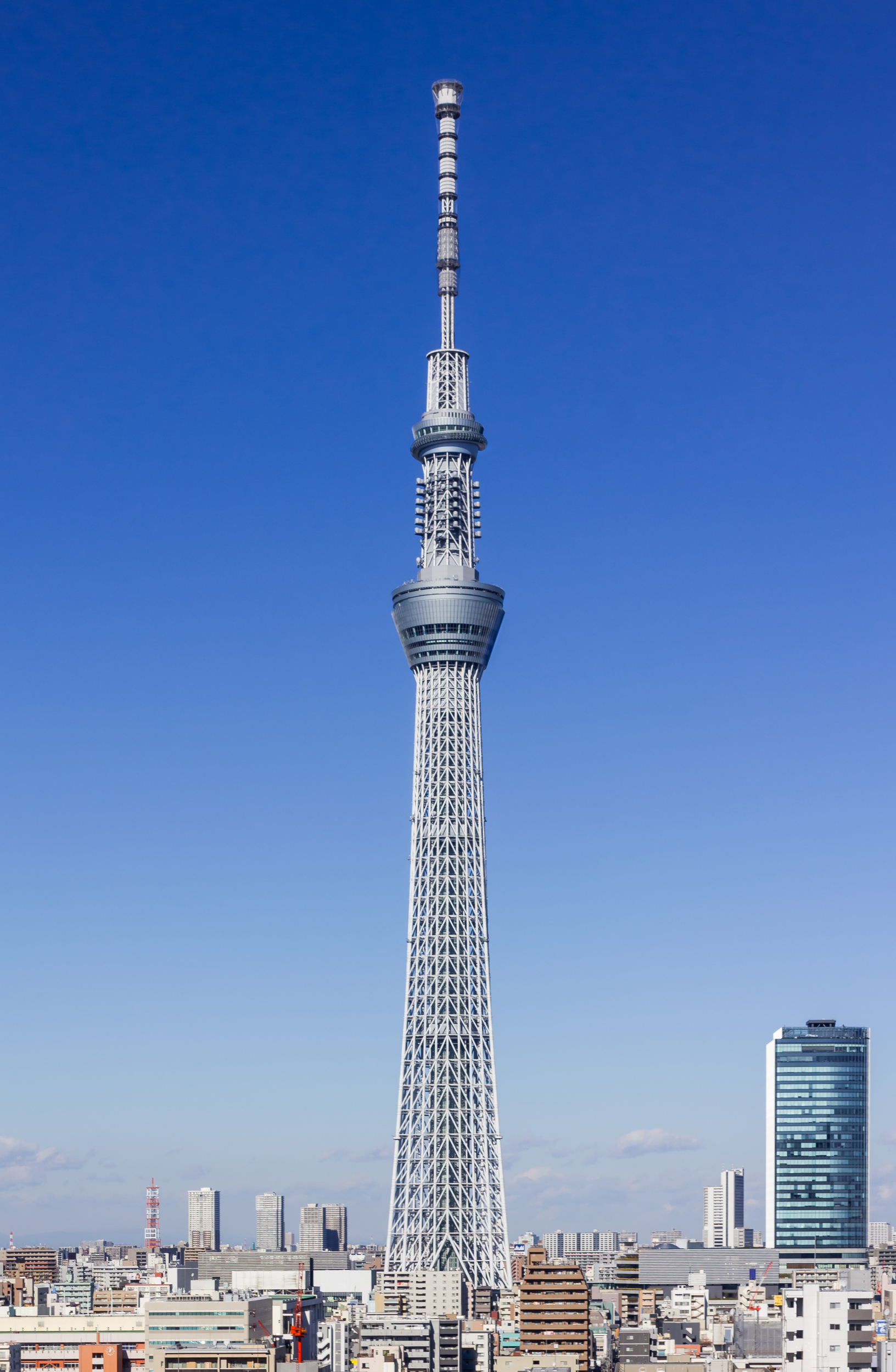
日間的東京晴空塔

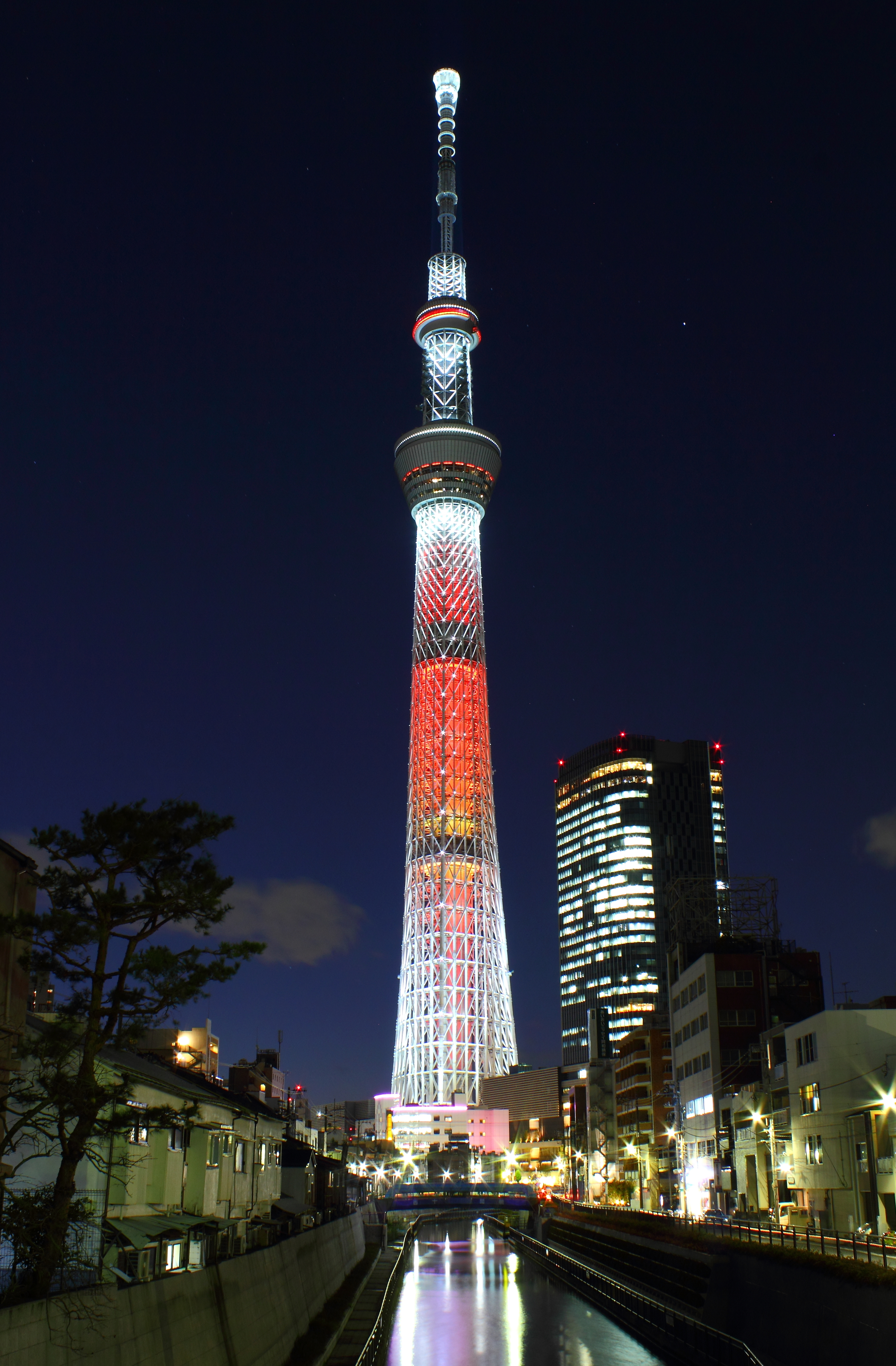
東京晴空塔夜景

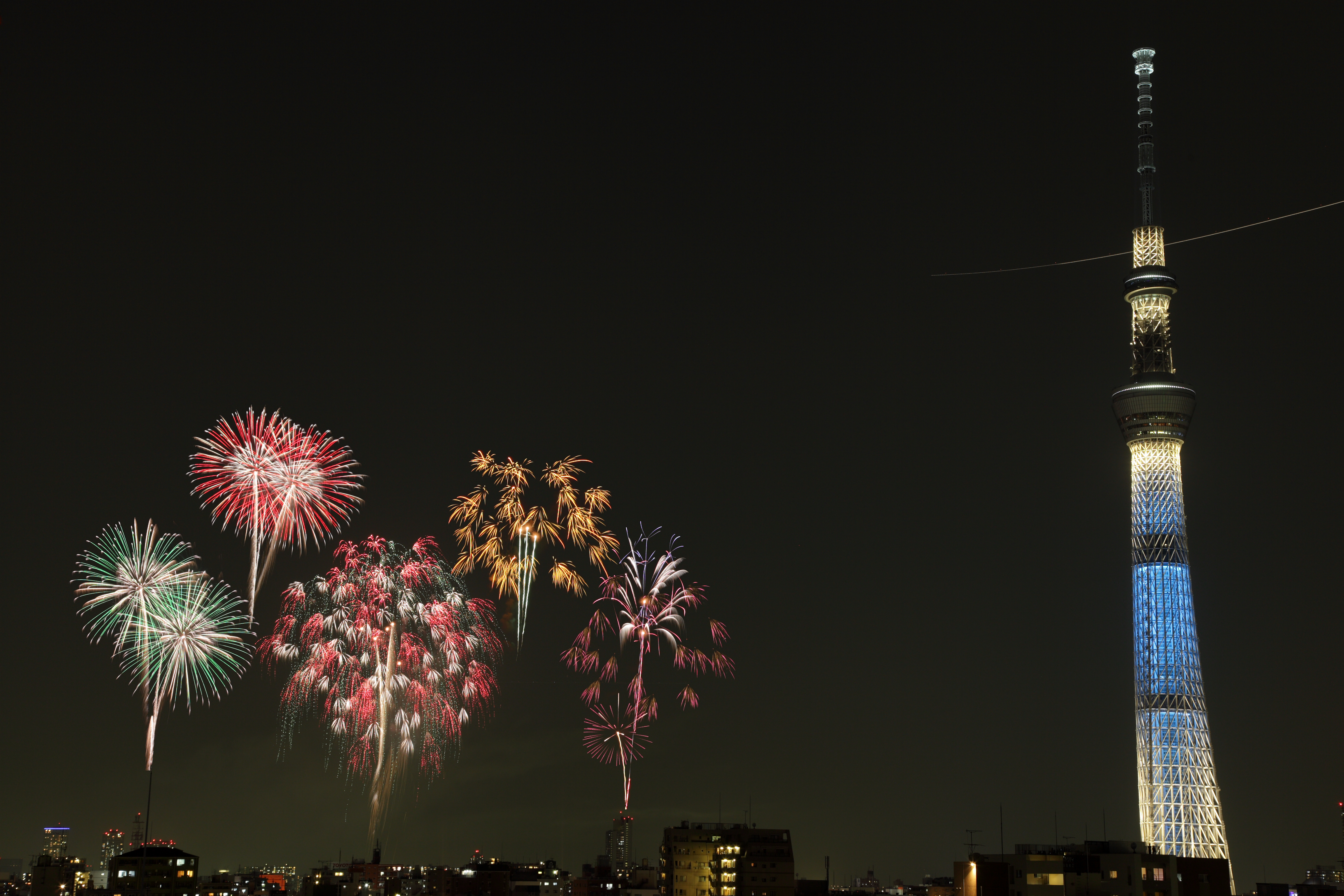
2012年7月28日
隅田川花火大會

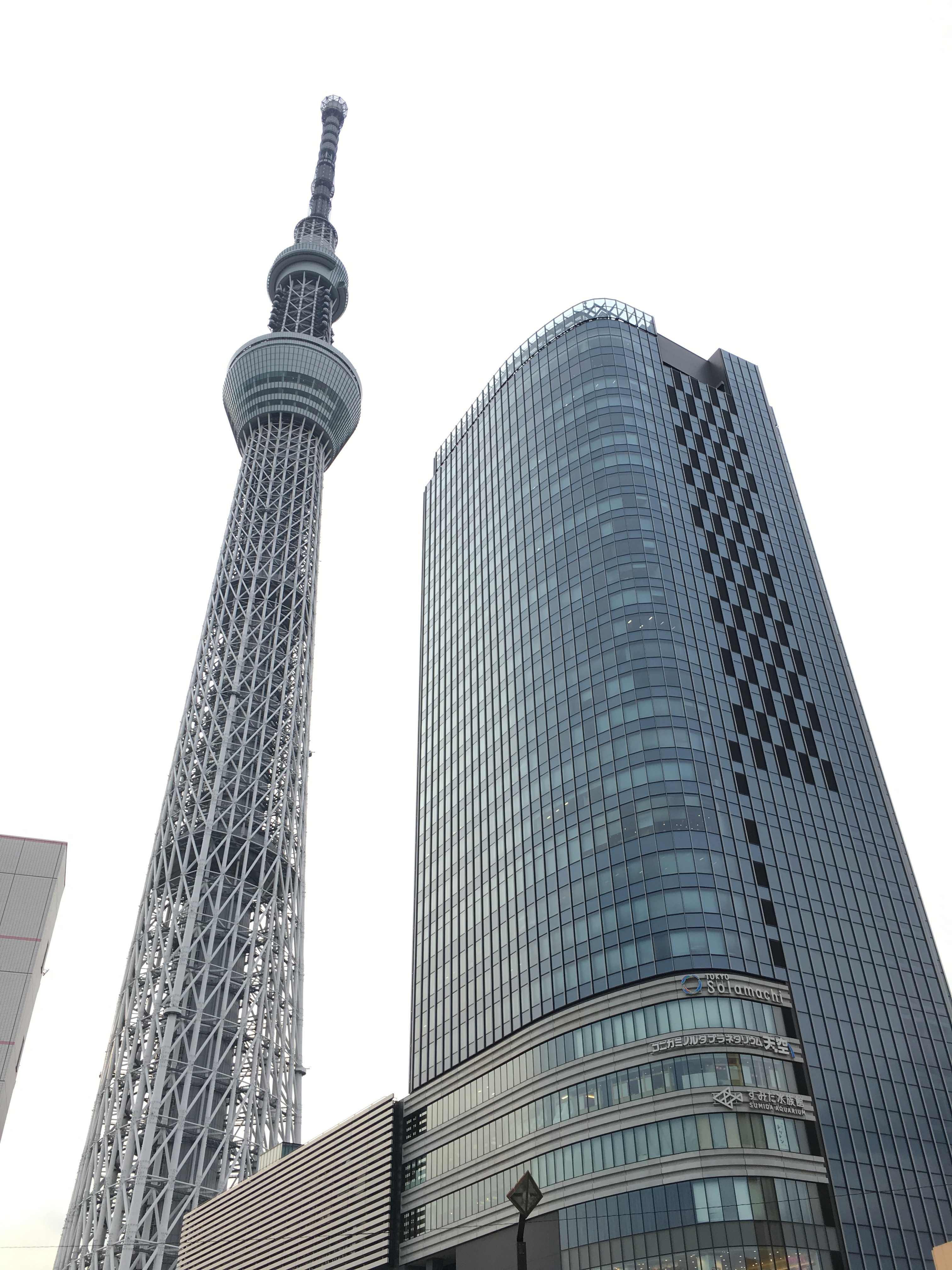
東京晴空塔與東京晴空塔東塔

相對於原有的東京鐵塔，興建計畫提出時曾暫名為「新東京鐵塔」（新東京タワー）。業主後來於公開募集的1萬8,606件投稿之中，選出6個候選名稱，並於2008年春季舉行網路票選，最後由「東京Sky Tree」出線：
- 東京Sky Tree（東京スカイツリー）
- 東京EDO塔（東京EDOタワー，「EDO」即東京的古名江戶）
- 躍昇塔（ライジングタワー，Rising Tower）
- 未來塔（みらいタワー）
- 夢見櫓（ゆめみやぐら，意為「看見夢的瞭望台」）
- 東昇塔（ライジングイーストタワー，Rising East Tower，名稱來自於工程計畫名稱「Rising East Project」）

此外，建築基地位置定案後，業主設置的官方網站曾以「墨田塔」（すみだタワー）來介紹整個興建計畫，並一度成為多數坊間的相關書籍所採用之名稱，此名來自於其所在的墨田區。該塔正式定名後，大中華地區多以日文原名將其中文名稱意譯為「東京天空樹」，其官方網站也曾採用此名稱，但因「天空樹」名稱在中國大陸被商标蟑螂搶先註冊，所以在2012年起官方中文名改為「東京晴空塔」。
「東京晴空塔」（東京スカイツリー）是東武鐵道與東武塔晴空塔共同擁有的註冊商標（日本商標登錄號碼：第5143175號）。

## 建築設施配置

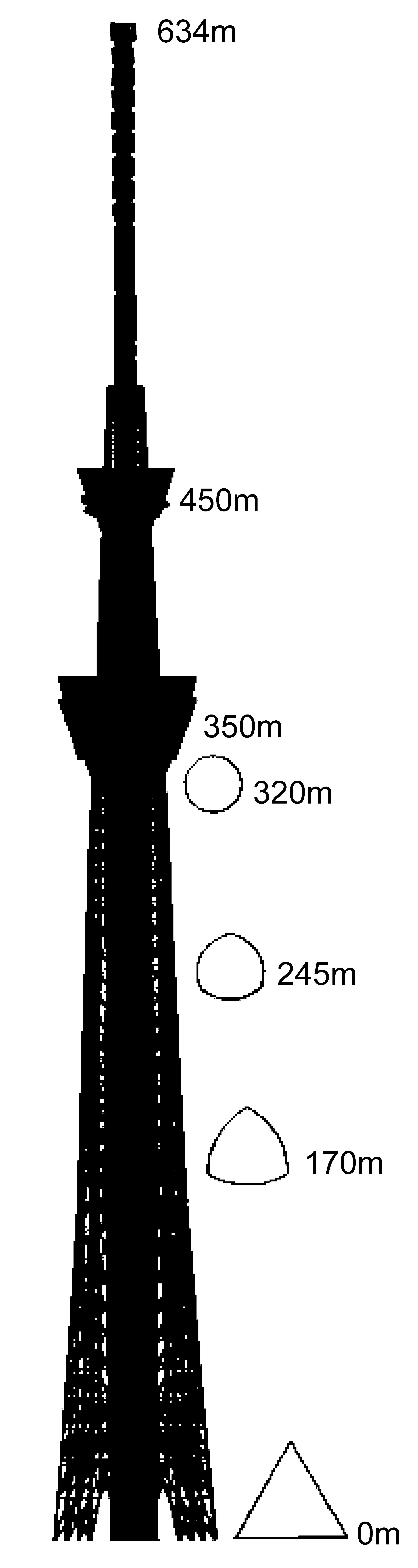
東京晴空塔結構圖

東京晴空塔不只是一座電波塔的興建，而是一個綜合都市開發計劃。除了鐵塔主體之外，東京晴空塔尚有其他附屬設施，構成一個完整的街區；原本整個開發計畫稱為「Rising East Project」，後由業主東武鐵道定名為「東京晴空塔城」（日语：東京スカイツリータウン，Tokyo Skytree Town）。其包含下列設施：
- 東京晴空街道（日语：東京ソラマチ）（Tokyo Solamachi；亦譯「東京天空町」或「東京晴空鎮」） - 商業設施

東京晴空塔附屬的購物中心，由東武鐵道全額出資成立的「東武鎮晴空街道株式會社」（東武タウンソラマチ株式会社）營運。其涵蓋附屬大樓的多數區域，樓板面積約52,000m²，可容納約300個店舗。
- 東京晴空塔東塔（東京スカイツリーイーストタワー，Tokyo Skytree East Tower） - 商辦、教育相關設施

附屬大樓東側的高樓層部分；其中13至29樓為出租辦公室，總出租面積約25,300m²。
- 柯尼卡美能達天文館「天空」in 東京晴空塔城（コニカミノルタプラネタリウム“天空”in東京スカイツリータウン）

位於附屬大樓東側，由柯尼卡美能達經營，為多功能型圓頂電影院。
- 墨田水族館（すみだ水族館）

位於附屬大樓西側，定位為一座「都市型水族館」。
- 東京晴空塔 - 主設施／電波塔

位於街區中央處。

## 廣播訊號設備配置
下列為各廣播業者（含電視台、電台）在東京晴空塔之訊號設備配置。各家業者開始使用東京晴空塔發射訊號的時間分別為：调频广播（FM）電台從2012年4月23日起、東京都會電視台（TOKYO MX）從2012年10月1日起、TOKYO MX以外的無線電視業者從2013年5月31日起。原本作為發射設施的東京鐵塔則成為改為備援之用。

### 數位無線電視
| 頻道編碼 | 台名                       | 識別呼號 | 頻道編號 | 天線功率 | 播送區域                                                | 播送區域內戶數 | 利用頻道號碼 |
| -------- | -------------------------- | -------- | -------- | -------- | ------------------------------------------------------- | -------------- | ------------ |
| 1        | NHK東京综合频道            | JOAK-DTV | 27ch     | 10 kW    | 關東廣域圈 （栃木县、茨城縣和群马县除外）               | 約1,400萬戶    | 011-012      |
| 2        | NHK東京教育频道            | JOAB-DTV | 26ch     | 10 kW    | 日本全國                                                | 約1,400萬戶    | 021-023      |
| 4        | 日本電視台                 | JOAX-DTV | 25ch     | 10 kW    | 關東廣域圈                                              | 約1,400萬戶    | 041-042      |
| 5        | 朝日電視台                 | JOEX-DTV | 24ch     | 10 kW    | 關東廣域圈                                              | 約1,400萬戶    | 051-053      |
| 6        | TBS電視台                  | JORX-DTV | 22ch     | 10 kW    | 關東廣域圈                                              | 約1,400萬戶    | 061-062      |
| 7        | 東京電視台                 | JOTX-DTV | 23ch     | 10 kW    | 關東廣域圈                                              | 約1,400萬戶    | 071-073、077 |
| 8        | 富士電視台                 | JOCX-DTV | 21ch     | 10 kW    | 關東廣域圈                                              | 約1,400萬戶    | 081-083      |
| 9        | 東京都會電視台（TOKYO MX） | JOMX-DTV | 16ch     | 3 kW     | 東京都 部分關東地方（埼玉縣、千葉縣、神奈川縣、茨城縣） | 約1,430萬戶    | 091-092      |

### 調頻廣播（FM）電台
| 頻率                                                                   | 台名                         | 識別呼號 | 天線功率 | ERP   | 播送區域   |
| ---------------------------------------------------------------------- | ---------------------------- | -------- | -------- | ----- | ---------- |
| 81.3 MHz                                                               | J-WAVE                       | JOAV-FM  | 7 kW     | 57 kW | 東京都     |
| 82.5 MHz                                                               | NHK东京调频广播              | JOAK-FM  | 7 kW     | 57 kW | 東京都     |
| 82.5 MHz                                                               | 道路交通信息通信系统（VICS） | JOVS-FCM | 7 kW     | 57 kW | 東京都     |
| 90.5 MHz                                                               | TBS電台 墨田FM補完           | -        | 7 kW     | 57 kW | 關東廣域圈 |
| 91.6 MHz                                                               | 文化放送 二刀流广播          | -        | 7 kW     | 57 kW | 關東廣域圈 |
| 93.0 MHz                                                               | 日本放送 HappyFM93           | -        | 7 kW     | 57 kW | 關東廣域圈 |
| *台名欄內為略稱或暱稱。 *TBS广播、文化放送和日本放送均为FM補完中継局。 |                              |          |          |       |            |

### 已停播的廣播機構

#### 多媒體廣播
停播日：2016年6月30日
| 頻率       | 台名          | 識別呼號 | 天線功率 | ERP       | 播送區域內戶數 |
| ---------- | ------------- | -------- | -------- | --------- | -------------- |
| 214.714286 | mobacas nOTTV | JOMZ     | 25kW     | 最大105kW | 約1,600萬戶    |

### 計程車無線電
在日本的計程車營業區域劃分中，屬於「特別區、武三交通圏」之內的的計程車業者，其無線電的基地台（基站）原本均集中設置於赤坂的國際新赤坂大樓，但由於東京市區內的摩天大廈逐漸增加，對無線電訊號造成干擾，為了提升收訊品質，因而決定統一移轉基地台至東京晴空塔。其天線設置於塔上海拔300公尺位置處，2011年10月開始利用日間試驗電波約一個月，2012年3月開始業務運用、4月23日起正式啟用。

### 其他
為了研究落雷對超高層建築的影響，東武塔晴空塔、東京大學生產技術研究所、電力中央研究所等3個單位協議在塔上裝設相關設備以便偵測。

## 弊案

### 避震裝置未達標準
日本油壓機製造商KYB株式会社篡改免震和減震裝置數據，造假產品和相同型號的裝置被用於日本各大設施包括核電站、晴空塔、東京都廳、東京車站等，東京奧運會和殘奧會的賽場也使用了造假裝置。日本國土交通省認為若裝置無法發揮設計性能，搖晃程度將超過預期，對建築物影響可能會超出預想。

## 爭議與批評
- 利用行動電話收看數碼電視的需求不明。若是現存的東京鐵塔沒有訊號接受問題，新東京鐵塔的建設計劃可能沒有必要。
- 一般認為能夠減低因數位電視廣播訊號反射所造成的「影像重疊」現象，並縮小電波傳輸障礙的範圍。儘管如此，可能還是會產生電波傳輸障礙，而詳細的程度現在尚未有明確答案。日本放送協會和其他六間東京地區電視台所做的實驗結果，也沒有公開。
- 新東京鐵塔的建設，會更改電波發送的位置，使用者可能需要變更接收器所面對的方向。此外，發生電波傳輸障礙的地點也會和類比廣播時不同，可能會有短暫電波接收障礙（特別是和山梨縣內地方電視台的訊號可能互相干擾），而解決的對策和資金目前並沒有定案。
- 大多數人都認為新鐵塔的建設能刺激當地的商業發展，但一部份業者擔心可能會為治安、交通帶來惡果。
- 新東京鐵塔建設資金帳目不公開透明。
- 比起現在的東京鐵塔，廣播設備的租賃費用可能會更昂貴。
- 從新東京鐵塔的建設方面，到與都市之間的關連、必須都曾受到質疑，前東京都知事石原慎太郎也曾在地方議會中做出「沙上樓閣」等發言[來源請求]，對於新東京鐵塔的是否必須多次提出質疑。